# Sant'Anna (Caltabellotta)
Sant'Anna is een plaats (frazione) in de Italiaanse gemeente Caltabellotta.

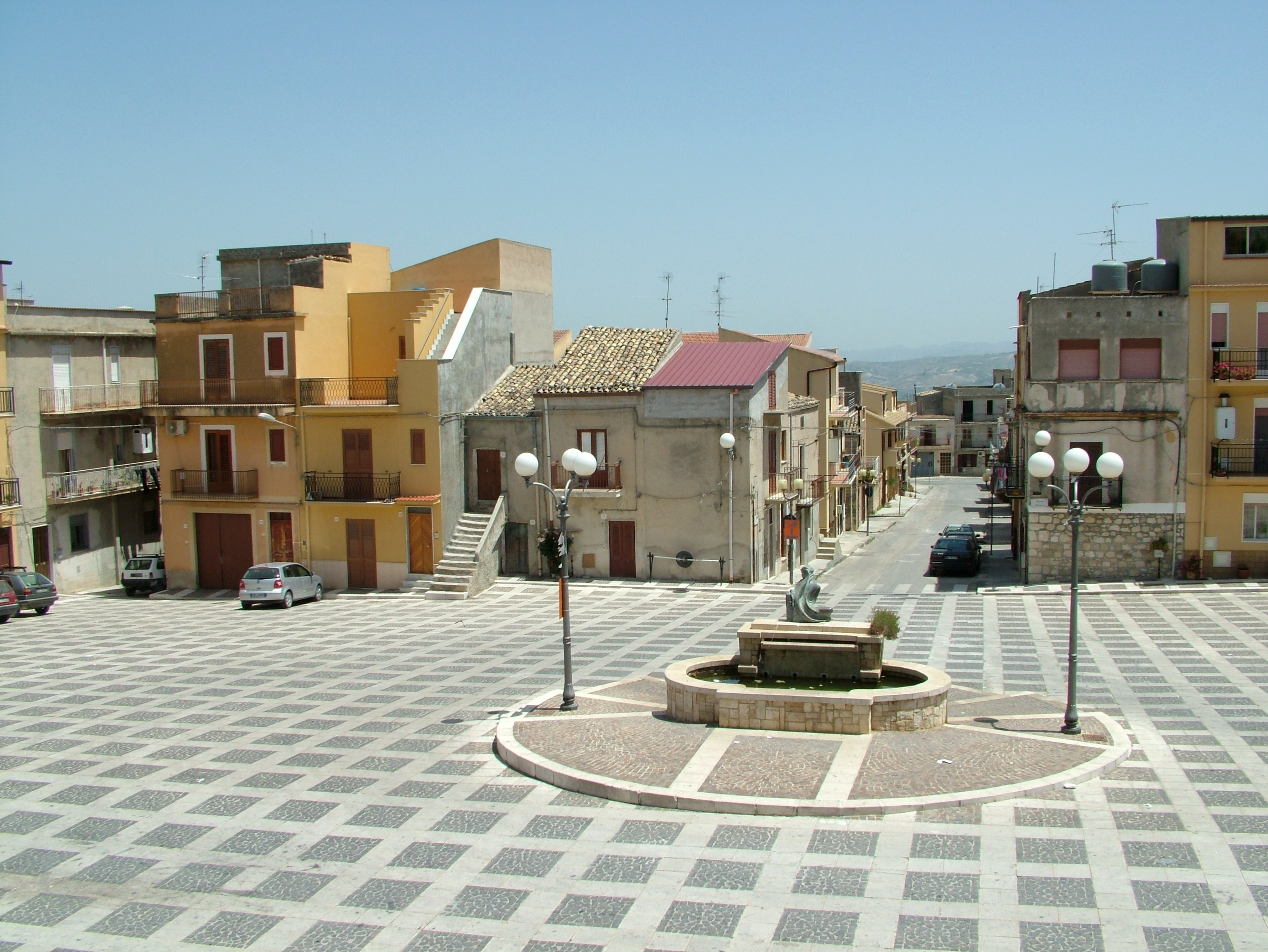
Caltabellotaplein, Sant'Anna